# Micaria seymuria
Micaria seymuria är en spindelart som beskrevs av Tatiana Konstantinovna Tuneva 2005. Micaria seymuria ingår i släktet Micaria och familjen plattbuksspindlar.
Artens utbredningsområde är Kazakstan. Inga underarter finns listade i Catalogue of Life.